# 絶一門
絶一門（ツェーイーメン、チェーイーメン、ぜついちもん）は、麻雀用語の一つ。手牌から萬子・索子・筒子のうち一種をなくした状態、あるいはそのような打法をいう。字牌を含んでいるか否かは関係ない。

## 概要
（例）    ツモ   ドラ表示牌
上の牌姿は一牌切って一向聴になる牌姿であるが、萬子の両面を払うか索子の両面を払うかで選択が生じる。この時、索子を払って行けば手牌は絶一門の状態になる。

## 特徴
絶一門は役ではないので特に点数上のメリットがあるわけではないが、捨て牌を偏らせて一色手を偽装する戦略にもつながる。また牌効率のうえでは一色手ほどではないがそれと同様のメリットとデメリットを持つ。手牌から一色を絶つことで、対子・順子いずれにも柔軟に対応できるようになり、相対的に多面張を作りやすくなる。一方、一色を絶つとそれ以降はその色のツモが全て無駄ヅモとなってしまうため、早い段階で絶一門にしてしまうと有効牌が減り、手の進みが遅くなる可能性もある。
また染め手と同様捨て牌が偏りがちになるため、払った一色や聴牌間際に捨てた片方の色で待たれて直撃を取られるリスクも増大する。
1983年に第8期最高位を獲得した青野滋は、打牌選択の迷いをなくす打法として「絶一門打法」を提唱している。

## その他
中国麻雀や台湾麻雀では、和了形が絶一門の状態になっている時、缺一門/欠一門という名称の役になる。中国麻雀では一点役、台湾麻雀でも一台役である。日本では採用されることはめったにないが、一部のローカルルールで一翻役として採用される場合もある（字牌を含まないもののみを認めているグループもある）。